# Elizabeth Warren
Elizabeth Warren (Oklahoma City, 1949. június 22. –) (leánykori családneve: Herring)  amerikai jogász, politikus, szenátor.

## Életpályája
Jogászprofesszor. Szenátor volt Massachusetts állam képviseletében. A 2020-as amerikai elnökválasztás egyik demokrata elnökjelöltje volt, aki Bernie Sanders és Joe Biden ellenfeleként szállt be az előválasztási versenybe. (2020 márciusában visszalépett. )

## Művei
Warren 11 jogi tárgyú könyvet és több, mint 100 cikket publikált.